# Bahnhof Darscheid
Der Bahnhof Darscheid ist ein unter Denkmalschutz stehendes Gebäude in der Ortsgemeinde Darscheid (Verbandsgemeinde Daun) im Landkreis Vulkaneifel in Rheinland-Pfalz.

## Empfangsgebäude
Das Bahnhofsgebäude steht am nördlichen Ende der Bahnhofstraße in Darscheid und gleichzeitig auch am nördlichen Rand der Ortsbebauung. Es wurde vermutlich 1906 als Typenbau erbaut. Es besteht aus einem zweieinhalbgeschossigen, ungefähr symmetrischen Baukörper mit zum Bahnsteig hin traufständigem Satteldach. Der Mitteltrakt mit beidseitigem Zwerchhaus ragt ein wenig aus dem heute beige-gelb gestrichenen Baukörper hervor. Heute befindet sich in dem ehemaligen Bahnhofsgebäude eine Behinderteneinrichtung.

## Heutiger Betrieb
Die Station ist – bahntechnisch betrachtet – ein Haltepunkt an der eingleisigen und nicht elektrifizierten 1895 in diesem Abschnitt eröffneten und 1991 im Personenverkehr stillgelegten Eifelquerbahn, die von Andernach an der linken Rheinstrecke über Mayen und Daun bis Gerolstein an der Eifelbahn verläuft. 2000 bis 2012 fand auf der Bahnstrecke an Sommerwochenenden ein von der Vulkan-Eifel-Bahn (VEB) betriebener Touristenverkehr im Zwei-Stunden-Takt mit Schienenbussen und gelegentlichen Dampfzügen statt.
Der heutige Bahnhof besitzt ein an dem Hausbahnsteig entlangführendes Durchgangsgleis ohne Weichen oder andere bahntechnische Anlagen.